# ディーパク・ラム
ディーパク・ラム（Deepak Ram、1960年 - ）は南アフリカ共和国生まれのインド人で、作曲家／バンスリ奏者。
レナシア (Lenasia)という町で生まれ育ち、ラジオから南アフリカのポップスであるムバカンガやタウンシップ・ジャズが流れる中、自宅ではマイルス・デイヴィスやジョン・コルトレーン、ラヴィ・シャンカールにボリウッド主題歌を聴くという環境で育った。
ジュノー・リアクターからデヴィッド・シルヴィアン、DJシェビー・サバーなどと共に、幅広く活動する。

## ディスコグラフィー

### ソロ・アルバム
- Prasad (Blessing) - with Pandit Swapan Chaudhuri
- One Breath - with Pandit Anindo Chatterjee
- Flute for Thought (1998)
- Searching for Satyam (2000)
- Samvad (Conversation) - with Ustad Tari Khan (2007)
- Steps

### V.A.
- Asian Groove (2002) 「A Night In Lenasia」収録

### DVD
Live in California - with Pandit Anindo Chatterjee (includes interviews with Deepak Ram and Pt. Anindo Chatterjee